# Tatjana Lematschko
Tatjana Lematschko (* 16. März 1948 in Moskau; † 17. Mai 2020 in Zürich) war eine bulgarische und Schweizer Schachspielerin russischer Herkunft.

## Leben

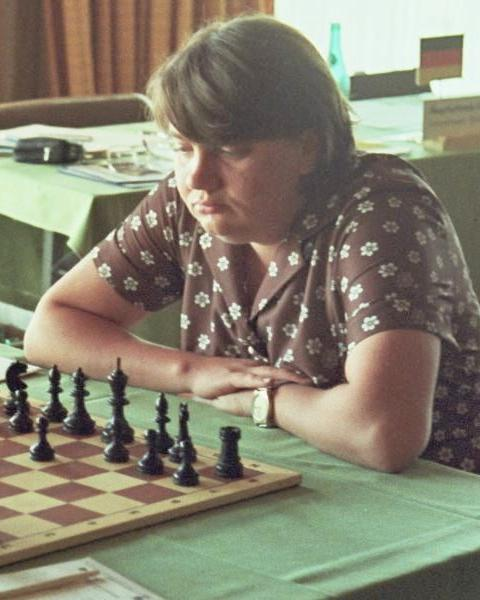
Lematschko 1982 beim Interzonenturnier in Bad Kissingen

Tatjana Lematschko erlernte die Schachregeln von ihrem älteren Bruder in der Sowjetunion. Sie besuchte die Schachsektion im Pionierhaus der Stadt Ismajil und nahm an den ukrainischen Jugendmeisterschaften teil. Zugleich trainierte sie als Leichtathletin. Im Jahre 1966 begann sie ihr Studium am Zentralen Staatlichen Institut für Körperkultur in Moskau. Mit Burewestnik siegte sie bei den Mannschaftspokalen der Sportvereinigungen der UdSSR 1968 (am Mädchenbrett spielend) und 1971 (am zweiten Frauenbrett spielend). 1970 gewann sie den ersten sowjetischen Frauen-Pokal vor Maaja Ranniku.
Danach spielte sie von 1974 bis 1982 in Bulgarien und lebte danach in der Schweiz. Sie gewann insgesamt fünfmal die bulgarische Damenmeisterschaft (1974, 1975, 1978, 1979 und 1981). Aufgrund ihrer internationalen Erfolge erhielt sie 1977 von der FIDE den Titel Großmeister der Frauen (WGM). 1984, 1986, 1995, 1997, 2003, 2004, 2006, 2008, 2009 und 2010 gewann sie außerdem zehnmal die Schweizer Damenmeisterschaft.
Nach der Schacholympiade 2010 der Frauen in Chanty-Mansijsk spielte sie keine gewertete Partie mehr.

## Kandidatenturniere
Mehrmals war sie bei den Kandidatenturnieren zur Weltmeisterschaft der Frauen beteiligt. Im Jahr 1976 erreichte sie im Interzonenturnier in Rozendal (Niederlande) den geteilten 3./4. Platz und verlor danach das Kandidatenmatch gegen Elena Akhmilovskaya. 1979 gewann sie das Interzonenturnier in Alicante (Spanien), anschließend verlor sie 1980 in Odessa im Viertelfinale gegen Marta Litinskaja. Im Jahr 1982 erreichte sie schließlich den dritten Platz im Interzonenturnier in Bad Kissingen und unterlag später 1983 im Kandidatenwettkampf in Alicante gegen Nana Alexandria.

## Nationalmannschaft
Sie spielte viermal die Schacholympiade der Frauen für Bulgarien (1974 in Medellín, 1978 in Buenos Aires, 1980 in Valletta, 1982 in Luzern) und elfmal für die Schweiz. Bei der Olympiade 1974 in Medellin gewann sie sowohl mit der Mannschaft als auch in der Einzelwertung am ersten Brett die Bronzemedaille. Für die Schweiz nahm sie zwischen 1984 in Thessaloniki und 1998 in Elista ununterbrochen an den Olympiaden teil, später nochmals 2004 in Calvià, 2008 in Dresden und 2010 in Chanty-Mansijsk. Jeweils am ersten Brett spielend erreichte sie 1984 das drittbeste Einzelergebnis, 1986 in Dubai das beste Einzelergebnis und 1988 in Thessaloniki das zweitbeste Einzelergebnis. Mit der Schweizer Frauenmannschaft nahm Lematschko außerdem an den Mannschaftseuropameisterschaften 1992, 1999, 2003, 2005 und 2007 teil.

## Vereine
Lematschko spielte in der Schweizer Nationalliga A in der Saison 1999 für die Schachfreunde Reichenstein, in den Saisons 2002 und 2003 für Sorab Basel. In der Schweizer Bundesliga hatte sie in der Saison 2000 einen Einsatz bei Nimzowitsch Zürich.

## Weitere Turniere
Bedeutende Turniersiege errang Tatjana Lematschko 1974 in Plowdiw, 1978 in Pernik, 1980 in Băile Herculane, 1981 in Plowdiw und im gleichen Jahr einen zweiten Platz in Budapest. Im folgenden Jahr gelang ihr in Plowdiw ein weiterer Turniergewinn.